# Le Bec-Hellouin
Le Bec-Hellouin é uma comuna francesa na região administrativa da Normandia, no departamento de Eure. Estende-se por uma área de 9,64 km². Em 2010 a comuna tinha 400 habitantes (densidade: 41,5 hab./km²).
Pertence à rede das As mais belas aldeias de França.